# Vincetoxicum muricatum
Vincetoxicum muricatum är en oleanderväxtart som beskrevs av Kuntze.. Vincetoxicum muricatum ingår i släktet tulkörter, och familjen oleanderväxter. Inga underarter finns listade i Catalogue of Life.